# آرغونيوم
الأرغونيوم، هو أيون يجمع بين جسيم البروتون وذرة عنصر الآرغون (ويسمى أيضا الأرجون البروتوني)، (بالإنجليزية: protonated argon)‏ (ArH+ . يمكن أنتاجه بالتفريغ الكهربائي. والأرغونيوم أول جزيئي أيوني لغاز نبيل يكتشف في الفضاء بين النجوم.

## الخصائص
الأرغونيوم متساوي إلكترونيا مع كلوريد الهيدروجين.العزم ثنائي القطب لة 2.18 ديباي للحالة القاعدية. وطاقة إرتباط 369 kJ mol−1. (2.9 eV .).أصغر من الكاتيون ثلاثي الهيدروجين والعديد من مركبات الأونيوم الأخرى.

## التفاعل
- ArH+ + H2 → Ar + H+
3[4]
- ArH+ + C → Ar + CH+
- ArH+ + N → Ar + NH+
- ArH+ + O → Ar + OH+
- ArH+ + CO → Ar + COH+[4]

ولكن يحدث رد الفعل العكسي :
- Ar + H+
2 → ArH+ + H.[4]
- Ar + H+
3 → *ArH+ + H2[4]